# Arctosa vaginalis
Arctosa vaginalis là một loài nhện trong họ Lycosidae.
Loài này thuộc chi Arctosa. Arctosa vaginalis được Yu & Da-xiang Song miêu tả năm 1988.